# Pro D2 2011-12
El Pro D2 2011-12 fue la decimosegunda edición de la segunda categoría profesional del rugby francés.

## Modo de disputa
El torneo se disputó en formato de todos contra todos en condición de local y de visitante en su fase regular, el equipo que se ubicó en la primera posición al finalizar el torneo se coronó campeón, del 2° al 5° puesto disputaron un play-off para decidir el segundo ascenso.
Los últimos dos equipos al finalizar el torneo descendieron directamente a la tercera división.

## Clasificación
| Pos. | Equipo             | Encuentros | Encuentros | Encuentros | Encuentros | Tantos | Tantos | Tantos | Puntos Bonus | Puntos |
| Pos. | Equipo             | PJ         | PG         | PE         | PP         | F      | C      | Dif    | Puntos Bonus | Puntos |
| ---- | ------------------ | ---------- | ---------- | ---------- | ---------- | ------ | ------ | ------ | ------------ | ------ |
| 1.º  | Grenoble           | 30         | 22         | 1          | 7          | 727    | 398    | +329   | 15           | 105    |
| 2.º  | Section Paloise    | 30         | 19         | 1          | 10         | 602    | 536    | +66    | 9            | 87     |
| 3.º  | Mont-de-Marsan     | 30         | 19         | 0          | 11         | 569    | 453    | +116   | 8            | 84     |
| 4.º  | US Dax             | 30         | 18         | 3          | 9          | 590    | 508    | +82    | 6            | 84     |
| 5.º  | Stade Rochelais    | 30         | 18         | 0          | 12         | 667    | 563    | +104   | 9            | 81     |
| 6.º  | Carcassonne        | 30         | 17         | 2          | 11         | 659    | 616    | +43    | 9            | 81     |
| 7.º  | SC Albi            | 30         | 14         | 0          | 16         | 659    | 616    | +43    | 16           | 72     |
| 8.º  | Oyonnax            | 30         | 14         | 1          | 15         | 594    | 589    | +5     | 11           | 69     |
| 9.º  | Bourgoin           | 30         | 14         | 0          | 16         | 620    | 671    | −51    | 10           | 66     |
| 10.º | Auch               | 30         | 14         | 1          | 15         | 489    | 557    | −68    | 7            | 65     |
| 11.º | Pays d'Aix RC      | 30         | 12         | 1          | 17         | 658    | 681    | −23    | 13           | 63     |
| 12.º | Tarbes             | 30         | 13         | 0          | 17         | 561    | 646    | −85    | 9            | 61     |
| 13.º | Aurillac           | 30         | 12         | 2          | 16         | 570    | 610    | −40    | 8            | 60     |
| 14.º | RC Narbonne        | 30         | 12         | 0          | 18         | 550    | 654    | −104   | 11           | 59     |
| 15.º | AS Béziers Hérault | 30         | 9          | 0          | 21         | 499    | 673    | −174   | 10           | 46     |
| 16.º | CA Périgueux       | 30         | 7          | 0          | 23         | 516    | 713    | −197   | 13           | 41     |

| Bandera de Francia |
| Campeón Grenoble   |
| Primer título      |

## Segundo ascenso

### Semifinal
| 2012 | Pau | 16 - 14 | La Rochelle |  |  |

| 2012 | Mont-de-Marsan | 24 - 20 | Dax |  |  |

### Final
| 27 de mayo de 2012 | Section Paloise | 20 - 29 | Mont-de-Marsan |  |  |